# Sallen-Key-Filter

Sallen-Key-Filterstruktur eines Tiefpassfilters, Mitkopplungsstruktur

Sallen-Key-Filterstruktur eines Hochpassfilters, Mitkopplungsstruktur

Ein Sallen-Key-Filter, englisch Sallen and Key Filter oder englisch Voltage Controlled Voltage Source Filter (VCVS Filter), ist ein aktives elektronisches Filter, das aus einem Operationsverstärker und mehreren elektrischen Widerständen und Kondensatoren besteht. Die Bezeichnung leitet sich aus den Namen der beiden Entwickler R. P. Sallen und E. L. Key ab, welche dieses Filter 1955 am Massachusetts Institute of Technology (MIT) entwickelten.

## Allgemeines
Der Vorteil des Sallen-Key-Filters besteht darin, dass mit minimalem schaltungstechnischem Aufwand ein analoger Filter – wie in nebenstehenden Abbildungen dargestellt – realisiert werden kann. Es lassen sich durch Anpassen der Filterstruktur sowohl Tiefpassfilter, Hochpassfilter als auch Bandpassfilter realisieren. Da die Übertragungsfunktion aufgrund der Abzweigstruktur keine komplexen Nullstellen aufweisen kann, können damit nur so genannte Allpolfilter, Filter ohne Übertragungsnullstellen, realisiert werden. Bandsperren und Filter mit elliptischen Grundgliedern wie Cauer-Filter können daher mit Sallen-Key-Filter nicht realisiert werden.
Sallen-Key-Filter weisen immer eine Filterordnung von zwei auf. Dies bedeutet, dass bei einem Tiefpass- bzw. Hochpassfilter der Betragsfrequenzgang eine Änderung von 12 dB pro Oktave erfährt. Höhere Filterordnungen erfordern eine Reihenschaltung mehrerer Sallen-Key-Filter, womit ausschließlich gerade Filterordnungen erzielt werden können (natürlich kann auch ein Filter erster Ordnung eingefügt werden, um ungerade Filterordnungen herzustellen). Bei Sallen-Key-Filtern wird der Operationsverstärker üblicherweise mit positivem Verstärkungsfaktor betrieben, auch als Mitkopplungsstruktur bezeichnet. Da sich die konjugiert-komplexen Pole der Übertragungsfunktion auch mit einem negativen Verstärkungswert realisieren lassen, können Sallen-Key-Filter auch in einer Gegenkopplungsstruktur, allerdings mit höherem Bauelementeaufwand, realisiert werden. Aufgrund des höheren Bauelementeaufwandes bei identischer Übertragungsfunktion spielen Sallen-Key-Filter in Gegenkopplungsstruktur keine wesentliche Rolle. Der Operationsverstärker wird in beiden Fällen in Gegenkopplung betrieben.
Die Filterstruktur ist zudem relativ stabil gegenüber Bauteiltoleranzen, was neben dem einfachen Aufbau die praktische Relevanz begründet. Erkauft werden diese Vorteile durch den Nachteil, dass zur Erzielung eines möglichst hohen Gütefaktors Q extrem hohe und nicht praktikable Bauelementewerte nötig sind. Sallen-Key-Filter werden daher in der analogen Schaltungstechnik bevorzugt dort eingesetzt, wo es auf minimale Bauelementeanzahl mit großem Toleranzschema ankommt und wo geringe Gütefaktoren akzeptierbar sind.
Anwendungsbeispiele in Form eines Tiefpasses finden sich auf der analogen Seite gegen Aliasing unmittelbar vor dem Analog-Digital-Umsetzer und als Filter gegen Spiegelspektren (Anti-Imaging-Filter) unmittelbar nach dem Digital-Analog-Umsetzer in nachrichtentechnischen Systemen.

## Filterentwurf

Sallen-Key-Struktur mit Spannungsteiler für die Bestimmung des Filtertypes

Quelle:

### Grundlagen
Soll beispielsweise ein Tiefpass 2. Ordnung dimensioniert werden, so lautet die Übertragungsfunktion:
{\displaystyle {\underline {A}}(s_{n})={\cfrac {A_{0}}{1+\omega _{g}{\bigl [}C_{1}(R_{1}+R_{2})+(1-A_{0})R_{1}C_{2}{\bigl ]}s_{n}+\omega _{g}^{2}R_{1}R_{2}C_{1}C_{2}s_{n}^{2}}}}
Mit der Annahme {\displaystyle R_{1}=R_{2}=R} und {\displaystyle C_{1}=C_{2}=C} vereinfacht sich die Übertragungsfunktion des Filters enorm:
{\displaystyle {\underline {A}}(s_{n})={\cfrac {A_{0}}{1+\omega _{g}RC(3-A_{0})s_{n}+(\omega _{g}RC)^{2}s_{n}^{2}}}}
Vergleicht man diese Übertragungsfunktion mit der allgemeinen Form eines Tiefpasses 2. Ordnung, dann kann über einen Koeffizientenvergleich die Gleichspannungsverstärkung {\displaystyle A_{0}} berechnet werden:
{\displaystyle {\underline {A}}(s_{n})={\cfrac {A_{0}}{1+a_{1}s_{n}+b_{1}s_{n}^{2}}}}
Damit folgt:
{\displaystyle a_{1}=\omega _{g}RC(3-A_{0})}
{\displaystyle b_{1}=(\omega _{g}RC)^{2}}
Stellt man diese beiden Koeffizienten um, dann erhält man:
{\displaystyle RC={\cfrac {\sqrt {b_{1}}}{\omega _{g}}}}
{\displaystyle A_{0}=3-{\cfrac {a_{1}}{\omega _{g}RC}}=3-{\cfrac {a_{1}}{\sqrt {b_{1}}}}=3-{\cfrac {1}{Q}}}
Die Gleichspannungsverstärkung {\displaystyle A_{0}} wird über den Spannungsteiler {\displaystyle R_{3}}, {\displaystyle R_{4}} eingestellt und hängt nicht von der Grenzfrequenz ab. Der Filtertyp hängt allerdings von der Größe von {\displaystyle A_{0}} ab.

### Dimensionierung
Für die Dimensionierung von Filtern werden sogenannte Filter-Tabellen herangezogen. Ein Beispiel zeigt die folgende Tabelle:
|                       | Kritisch                 | Bessel                   | Butterworth              | 3 dB-Tschebyscheff       |
| --------------------- | ------------------------ | ------------------------ | ------------------------ | ------------------------ |
| {\displaystyle a_{1}} | {\displaystyle 1{,}2872} | {\displaystyle 1{,}3617} | {\displaystyle 1{,}4142} | {\displaystyle 1{,}0650} |
| {\displaystyle b_{1}} | {\displaystyle 0{,}4142} | {\displaystyle 0{,}6180} | {\displaystyle 1{,}0000} | {\displaystyle 1{,}9305} |

Setzt man diese Parameter in die Koeffizienten ein, erhält man folgende Gleichspannungsverstärkungen:
|                       | Kritisch                | Bessel                  | Butterworth             | 3 dB-Tschebyscheff      | ungedämpft              |
| --------------------- | ----------------------- | ----------------------- | ----------------------- | ----------------------- | ----------------------- |
| {\displaystyle Q_{i}} | {\displaystyle 0{,}5}   | {\displaystyle 0{,}58}  | {\displaystyle 0{,}71}  | {\displaystyle 1{,}3}   | {\displaystyle \infty } |
| {\displaystyle A_{0}} | {\displaystyle 1{,}000} | {\displaystyle 1{,}268} | {\displaystyle 1{,}586} | {\displaystyle 2{,}234} | {\displaystyle 3{,}000} |

Über die Vorgabe von beispielsweise {\displaystyle R_{4}} und der Kapazität {\displaystyle C}, können dann die restlichen Bauteile berechnet werden.